# Pulitzer-Preis/Belletristik
Der Pulitzer-Preis für Belletristik (Pulitzer Prize for Fiction) wird seit 1948 für ausgezeichnete Belletristik von amerikanischen Autoren vergeben. 1954, 1957, 1964, 1971, 1974, 1977 und 2012 gab es keine Preisträger. Von 1917 bis 1947 hieß die Kategorie Roman (Pulitzer Prize for the Novel). 1917, 1920, 1941 und 1946 gab es keine Preisträger. Viermal wurden bis 2020 jeweils zwei Romane desselben Autors (Booth Tarkington – William Faulkner – John Updike – Colson Whitehead) ausgezeichnet.

## Pulitzer-Preis für den Roman (Pulitzer Prize for the Novel)

### 1917–1929
- 1917: nicht vergeben
- 1918: His Family von Ernest Poole
- 1919: The Magnificent Ambersons (dt. Die stolzen Ambersons) von Booth Tarkington
- 1920: nicht vergeben
- 1921: The Age of Innocence (dt. Zeit der Unschuld) von Edith Wharton
- 1922: Alice Adams von Booth Tarkington
- 1923: One of Ours (dt. Einer von uns (auch: Sei leise, wenn du gehst)) von Willa Cather
- 1924: The Able McLaughlins von Margaret Wilson
- 1925: So Big! (dt. Eine Frau allein) von Edna Ferber
- 1926: Arrowsmith (dt. Dr. med. Arrowsmith) von Sinclair Lewis (Lewis nahm den Preis nicht an)
- 1927: Early Autumn (dt. Früher Herbst) von Louis Bromfield
- 1928: The Bridge of San Luis Rey (dt. Die Brücke von San Luis Rey) von Thornton Wilder
- 1929: Scarlet Sister Mary von Julia Peterkin

### 1930–1939
- 1930: Laughing Boy (dt. Der große Nachtgesang) von Oliver La Farge
- 1931: Years of Grace von Margaret Ayer Barnes
- 1932: The Good Earth (dt. Die gute Erde) von Pearl S. Buck
- 1933: The Store von Thomas Sigismund Stribling
- 1934: Lamb in His Bosom von Caroline Pafford Miller
- 1935: Now in November (dt. Novemberernte) von Josephine Winslow Johnson
- 1936: Honey in the Horn von Harold L. Davis
- 1937: Gone with the Wind (dt. Vom Winde verweht) von Margaret Mitchell
- 1938: The Late George Apley (dt. Der selige Mister Apley) von John Phillips Marquand
- 1939: The Yearling (dt. Frühling des Lebens) von Marjorie Kinnan Rawlings

### 1940–1947
- 1940: The Grapes of Wrath (dt. Früchte des Zorns) von John Steinbeck
- 1941: nicht vergeben
- 1942: In This Our Life (dt. So ist das Leben) von Ellen Glasgow
- 1943: Dragon's Teeth (dt. Drachenzähne) von Upton Sinclair
- 1944: Journey in the Dark (dt. Reise ins Dunkel) von Martin Flavin
- 1945: A Bell for Adano (dt. Eine Glocke für Adano) von John Hersey
- 1946: nicht vergeben
- 1947: All the King's Men, (dt. Der Gouverneur / Das Spiel der Macht) von Robert Penn Warren

## Pulitzer-Preis für Belletristik (Pulitzer Prize for Fiction)

### 1948–1949
- 1948: Tales of the South Pacific (deutschsprachiger Titel Die Südsee) von James A. Michener
- 1949: Guard of Honor von James Gould Cozzens

### 1950–1959
- 1950: The Way West (deutschsprachiger Titel Der Weg nach Westen) von A. B. Guthrie Junior
- 1951: The Town (Die Stadt) von Conrad Richter
- 1952: The Caine Mutiny (Die Caine war ihr Schicksal) von Herman Wouk
- 1953: The Old Man and the Sea (Der alte Mann und das Meer) von Ernest Hemingway
- 1954: nicht vergeben
- 1955: A Fable (Eine Legende) von William Faulkner
- 1956: Andersonville (Andersonville) von MacKinlay Kantor
- 1957: nicht vergeben
- 1958: A Death in the Family (Ein Todesfall in der Familie) von James Agee
- 1959: The Travels of Jaimie McPheeters (Mein Vater der Goldsucher) von Robert Lewis Taylor

### 1960–1969
- 1960: Advise and Consent (deutschsprachiger Titel Macht und Recht) von Allen Drury
- 1961: To Kill a Mockingbird (Wer die Nachtigall stört) von Harper Lee
- 1962: The Edge of Sadness (Ein Hauch Traurigkeit) von Edwin O’Connor
- 1963: The Reivers (Die Spitzbuben) von William Faulkner
- 1964: nicht  vergeben
- 1965: The Keepers of the House (Die Hüter des Hauses) von Shirley Ann Grau
- 1966: The Collected Stories of Katherine Anne Porter von Katherine Anne Porter
- 1967: The Fixer (dt.: Der Fixer) von Bernard Malamud
- 1968: The Confessions of Nat Turner (Die Bekenntnisse des Nat Turner) von William Styron
- 1969: House Made of Dawn (Haus aus Morgendämmerung) von N. Scott Momaday

### 1970–1979
- 1970: The Collected Stories von Jean Stafford
- 1971: nicht  vergeben
- 1972: Angle of Repose von Wallace Stegner
- 1973: The Optimist's Daughter (deutschsprachiger Titel Die Tochter des Optimisten) von Eudora Welty
- 1974: nicht  vergeben[1]
- 1975: The Killer Angels von Michael Shaara
- 1976: Humboldt's Gift (Humboldts Vermächtnis) von Saul Bellow
- 1977: nicht vergeben[2]
- 1978: Elbow Room von James Alan McPherson
- 1979: The Stories of John Cheever (Der Schwimmer. Stories) von John Cheever

### 1980–1989
- 1980: The Executioner's Song (deutschsprachiger Titel Gnadenlos) von Norman Mailer
- 1981: A Confederacy of Dunces (Ignaz oder Die Verschwörung der Idioten) von John Kennedy Toole
- 1982: Rabbit Is Rich (Bessere Verhältnisse) von John Updike
- 1983: The Color Purple (Die Farbe Lila) von Alice Walker
- 1984: Ironweed (Wolfsmilch) von William Kennedy
- 1985: Foreign Affairs (Affären) von Alison Lurie
- 1986: Lonesome Dove (Weg in die Wildnis) von Larry McMurtry
- 1987: A Summons to Memphis (Rückruf nach Memphis) von Peter Taylor
- 1988: Beloved (Menschenkind) von Toni Morrison
- 1989: Breathing Lessons (Atemübungen) von Anne Tyler

### 1990–1999
- 1990: The Mambo Kings Play Songs of Love (deutschsprachiger Titel Die Mambo Kings spielen Songs der Liebe) von Oscar Hijuelos
- 1991: Rabbit At Rest (Rabbit in Ruhe) von John Updike
- 1992: A Thousand Acres (Tausend Morgen) von Jane Smiley
- 1993: A Good Scent from a Strange Mountain (Kinder des Staubs) von Robert Olen Butler
- 1994: The Shipping News (Schiffsmeldungen) von Annie Proulx
- 1995: The Stone Diaries (Das Tagebuch der Daisy Goodwill) von Carol Shields
- 1996: Independence Day (Unabhängigkeitstag) von Richard Ford
- 1997: Martin Dressler: The Tale of an American Dreamer (Martin Dressler. Ein amerikanischer Träumer) von Steven Millhauser
- 1998: American Pastoral (Amerikanisches Idyll) von Philip Roth
- 1999: The Hours (Die Stunden) von Michael Cunningham

### 2000–2009
- 2000: Interpreter of Maladies (Melancholie der Ankunft) von Jhumpa Lahiri
- 2001: The Amazing Adventures of Kavalier & Clay (Die unglaublichen Abenteuer von Kavalier und Clay) von Michael Chabon
- 2002: Empire Falls (Diese gottverdammten Träume) von Richard Russo
- 2003: Middlesex von Jeffrey Eugenides
- 2004: The Known World (Die bekannte Welt) von Edward P. Jones
- 2005: Gilead von Marilynne Robinson
- 2006: March (Auf freiem Feld) von Geraldine Brooks
- 2007: The Road (Die Straße) von Cormac McCarthy
- 2008: The Brief Wondrous Life of Oscar Wao (Das kurze wundersame Leben des Oscar Wao) von Junot Díaz
- 2009: Olive Kitteridge (Mit Blick aufs Meer) von Elizabeth Strout

### 2010–2019
- 2010: Tinkers von Paul Harding
- 2011: A Visit from the Goon Squad (Der größere Teil der Welt) von Jennifer Egan
- 2012: nicht vergeben[3]
- 2013: The Orphan Master's Son (Das geraubte Leben des Waisen Jun Do) von Adam Johnson
- 2014: The Goldfinch (Der Distelfink) von Donna Tartt
- 2015: All the Light We Cannot See (Alles Licht, das wir nicht sehen) von Anthony Doerr
- 2016: The Sympathizer (Der Sympathisant) von Viet Thanh Nguyen
- 2017: The Underground Railroad (Underground Railroad) von Colson Whitehead
- 2018: Less (Mister Weniger) von Andrew Sean Greer
- 2019: The Overstory (Die Wurzeln des Lebens) von Richard Powers

### 2020–2029
- 2020: The Nickel Boys (Die Nickel Boys) von Colson Whitehead
- 2021: The Night Watchman (Der Nachtwächter) von Louise Erdrich
- 2022: The Netanyahus: An Account of a Minor and Ultimately Even Negligible Episode in the History of a Very Famous Family von Joshua Cohen
- 2023: Trust von Hernán Díaz
- 2024: Demon Copperhead von Barbara Kingsolver
- 2025: James von Percival Everett